# サドラーズウェルズ
サドラーズウェルズ (英語: Sadler's Wells) は、アイルランドの競走馬・種牡馬である。おもな勝ち鞍はアイリッシュ2000ギニー、アイリッシュチャンピオンステークス、エクリプスステークス。引退後は父・ノーザンダンサーの後継種牡馬として活躍。イギリス・アイルランド、フランスで計17回チャンピオンサイアーを獲得し、サドラーズウェルズ系を築いた。
父は大種牡馬・ノーザンダンサー、母はアイルランドで2戦2勝のフェアリーブリッジ、牝系は名門ソング系という良血。叔父に種牡馬として成功を収めたヌレイエフ、近親に日本に種牡馬として輸出されて活躍馬を出したジェイドロバリーがいる。名前の由来はロンドンにあるサドラーズウェルズ劇場から。全弟・フェアリーキングも種牡馬として成功した。

## 戦績

### 概要
名伯楽ヴィンセント・オブライエンに預けられると、1983年9月17日にレパーズタウン競馬場でデビューした。このレースで勝ち上がると、続くベレスフォードステークスを6馬身差で勝利し2歳シーズンを終えた。
3歳クラシック路線はグラッドネスステークスで同厩のエルグランセニョールに敗れたことでアイリッシュ2000ギニーからジョッケクルブ賞（フランスダービー）という裏路線に回ることになり、エプソムダービーへは出走していない。アイリッシュ2000ギニーはダービートライアルステークスを叩いて挑みプロシーダやのちのエプソムダービー優勝馬セクレトを破り勝利し、続くジョッケクルブ賞は距離不安から3番人気に留まったもののダルシャーンの2着と善戦している。その後はエルグランセニョールが引退したことでサドラーズウェルズに注目が集まり、さらにエクリプスステークスをレースレコードで勝つと厩舎のエースとしてキングジョージ6世&クイーンエリザベスダイヤモンドステークスに出走したが、前年のエプソムダービー優勝馬ティーノソの2着に敗れた。このあとベンソン&ヘッジズゴールドカップ4着、フェニックスチャンピオンステークス1着、凱旋門賞8着とし、凱旋門賞を最後に引退した。
現役時代はマイルから中距離に勝ち鞍があり2400メートルのレースも勝利はしていないが、上記にあるとおりジョッケクルブ賞（当時は2400メートル）、キングジョージ2着の実績があるように距離の融通が利く馬であった。

### 競走成績
- 1983年（2戦2勝）
  - ベレスフォードステークス
- 1984年（9戦4勝）
  - フェニックスチャンピオンステークス、エクリプスステークス、アイリッシュ2000ギニー、ダービートライアルステークス

## 種牡馬時代

### 概要
引退後はアイルランドのクールモアスタッドで種牡馬入りした。1990年にイギリス・アイルランドリーディングサイアーを獲得すると、翌々年の1992年から2005年にデインヒルに敗れ3位になるまで10年以上にわたってイギリス・アイルランドの種牡馬リーディング1位を保持し続けた。2004年には、それまで更新不可能といわれた18世紀の大種牡馬・ハイフライヤーの13回の記録を更新し、通算14回とした。フランスでも3度（1993年、1994年、1999年）チャンピオンサイアーを獲得している。2008年5月12日（現地時間）、生殖能力低下に伴い種牡馬を引退した。その後はクールモアスタッドで余生を送り、2011年4月26日午後に病死した。

### 産駒の成績
産駒はGI馬だけでも60頭以上おり、代表産駒はモンジュー（凱旋門賞、アイリッシュダービー、ジョッケクルブ賞、キングジョージ6世&クイーンエリザベスダイヤモンドステークス、仏チャンピオンサイアー）、ガリレオ（エプソムダービー、アイリッシュダービー）、ハイシャパラル（ブリーダーズカップ・ターフ2回、エプソムダービー、アイリッシュダービー、アイリッシュチャンピオンステークス）などである。
英国クラシックのすべてを2勝以上しており、凱旋門賞は2勝、キングジョージは4勝、アイリッシュダービーにいたっては6勝している。エプソムダービーはなかなか勝てず1990年ブルーステージから5回の2着がありながら勝てなかったが、2001年にガリレオが制覇すると、翌年ハイシャパラルが勝ち、サドラーズウェルズ産駒が連続で制覇した。
アメリカ競馬や日本競馬においては産駒が競走馬としてあまり成功しておらず、日本ではステイヤーズステークスに勝ったサージュウェルズが唯一の重賞ウィナーである。理由としては欧州特有の深い芝を得意とするスタミナ型の馬のため、アメリカ特有のスピードのいるダートや日本の固い芝で展開されるスピード競馬には向かないという論説が根強く唱えられている。ただしアメリカでも芝戦線であれば、ブリーダーズカップの芝部門を計6度制覇するなど、実績を残している。
障害競走でも実績を残しており、この傾向は日本で種牡馬入りしたオペラハウス、そしてその代表産駒であるテイエムオペラオーの産駒にも受け継がれている。

### サドラーズウェルズ系種牡馬の活躍

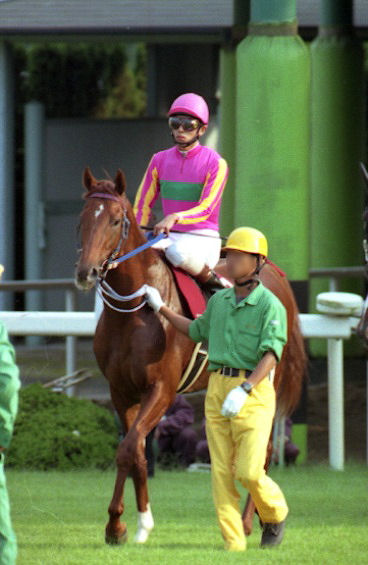
テイエムオペラオー

サドラーズウェルズは自身だけでなく、その産駒も種牡馬として多数活躍している。なかでもガリレオは、14戦無敗のフランケルなど多数の活躍馬を輩出し、2008年以降英愛リーディングサイアーの座を12度獲得し、さらにその子らも種牡馬として目覚ましい成果をあげている。モンジューもエプソムダービー勝ち馬を4頭送り出すなど、ガリレオに次ぐ後継種牡馬として活躍した。
ヨーロッパ以外に繋養されている種牡馬も活躍馬を輩出している。アメリカではエルプラドがメダグリアドーロなどを輩出しアメリカのリーディングサイアーとなり、その子のキトゥンズジョイも父子2代でのリーディングサイヤーとなった。さらに、オーストラリアではシーニックとハイシャパラルが、南アフリカではフォートウッドが活躍馬を送り出している。このようにサドラーズウェルズ系の勢力は世界各地に広がっている。
日本ではオペラハウスがG1を7勝したテイエムオペラオーやG1を4勝したメイショウサムソンなどを輩出したものの、上記2頭以外の直仔は総じて不振だった。オペラハウス以降にJRAのG1を勝つ同系種牡馬が現れるのは、サドラーズウェルズを3代父に持つローエングリンの仔のロゴタイプが2012年に朝日杯フューチュリティステークスを制するまで時間を要した。ロゴタイプは2013年に皐月賞、2016年に安田記念を制している。
直系子孫についてはサドラーズウェルズ系を参照のこと。

#### サドラーズウェルズ系種牡馬のリーディング獲得
北アメリカ
- エルプラド
  - キトゥンズジョイ

イギリス・アイルランド
- ガリレオ
  - フランケル

フランス
- モンジュー
  - モティヴェーター
- ポリグロート

オーストラリア
- ハイシャパラル

南アフリカ
- フォートウッド

チリ
- Dushyantor

パートI国のみ掲示

### ブルードメアサイアーとしての活躍

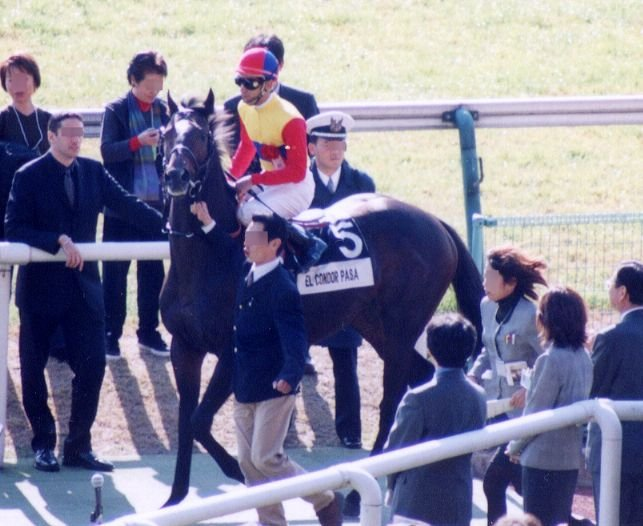
エルコンドルパサー

また近年はブルードメアサイアー（母父）としての活躍も目立つようになり、リーディングサイアーとなったイギリス・アイルランドだけではなく、北アメリカのリーディングブルードメアサイアーにもなっている。
日本では母父としての活躍は比較的早く、代表的なところではフサイチコンコルド（日本ダービー）や、エルコンドルパサー（NHKマイルカップ、ジャパンカップ、サンクルー大賞、凱旋門賞2着）を送り出していたが、その後もシーザリオ（優駿牝馬、アメリカンオークスインビテーショナルステークス）、ヘヴンリーロマンス（天皇賞（秋））、アンライバルド（皐月賞）、エイシンアポロン（マイルチャンピオンシップ）など、多数の名馬を母父として送り出している。
日本以外ではサキー、ディバインプロポーションズ、ユームザイン、ヘンリーザナビゲーター、コンデュイット、ワークフォース、エネイブルなどがいる。

### 産駒の傾向
産駒の傾向としては心肺能力が優れた馬が多く、豊富なスタミナを持つステイヤーが多い。とくにヨーロッパの大レースに多いクラシックディスタンス（2400メートル前後）や長距離で実績を挙げている。送り出した産駒数も多く、短距離の大レースを勝利する産駒も輩出している。
競走馬として必要不可欠な頑健さも充分に伝えるため、長距離輸送や連戦などによく耐えるタフな産駒が多いことも特徴である。また、輸送先の滞在などの環境の変化に対する適応力も兼ね備える。これらは同馬が多数のステークスウィナーを送り出している要因の一つである。また、ダートのレースでの活躍馬は、サドラーズウェルズの実績と比べるとあまり多く出ていないが、孫世代以降からはシングスピールとその子ムーンバラッドがドバイワールドカップに勝利し、曾孫のレイチェルアレクサンドラがエクリプス賞年度代表馬になるなど、子孫としてのサイアーラインからはダートの大レースを勝利する産駒も出てきている。
また前述の通り、繁殖牝馬となった産駒を通じても、孫世代にスタミナや底力という意味での影響を大きく与えている。

## 主な産駒
- 1986年産
  - シーニック（Scenic) - デューハーストステークス
  - プリンスオブダンス (Prince of Dance)  - デューハーストステークス
  - オールドヴィック (Old Vic)  - アイリッシュダービー、ジョッケクルブ賞
  - インザウイングス (In The Wings)  - コロネーションカップ、サンクルー大賞、ブリーダーズカップ・ターフ
  - フレンチグローリー (French Glory)  - ロスマンズLtdインターナショナルステークス
  - ブラーシー (Braashee)  - ロワイヤルオーク賞
- 1987年産
  - サルサビル (Salsabil)  - マルセルブサック賞、1000ギニー、エプソムオークス、アイリッシュダービー、ヴェルメイユ賞
- 1988年産
  - サドラーズホール（Saddlers' Hall） - コロネーションカップ
  - オペラハウス (Opera House)  - コロネーションカップ、エクリプスステークス、キングジョージ6世&クイーンエリザベスダイヤモンドステークス
- 1989年産
  - エルプラド (El Prado)  - ナショナルステークス
  - ヨハンクアッツ (Johann Quatz)  - リュパン賞
  - マサド (Masad)  - イタリア大賞
- 1990年産
  - ファザーランド (Fatherland)  - ナショナルステークス
  - イントレピディティ (Intrepidity)  - サンタラリ賞、エプソムオークス、ヴェルメイユ賞
  - バラシア (Barathea)  - アイリッシュ2000ギニー、ブリーダーズカップ・マイル
  - フォートウッド (Fort Wood)  - パリ大賞典
- 1991年産
  - キングスシアター（King's Theatre） - レーシングポストトロフィー、キングジョージ6世&クイーンエリザベスダイヤモンドステークス
  - カーネギー (Carnegie)  - 凱旋門賞、サンクルー大賞
  - ノーザンスパー (Northern Spur)  - オークトゥリー招待、ブリーダーズカップ・ターフ
- 1992年産
  - ポリグロート (Poliglote)  - クリテリウムドサンクルー
  - ミュンシー (Muncie)  - サンタラリ賞
  - ムーンシェル (Moonshell)  - エプソムオークス
  - イスタブラク (Istabraq)  - チャンピオンハードル3回
- 1993年産
  - ダンスデザイン (Dance Design)  - アイリッシュオークス
  - ルナウェルズ（Luna Wells) - サンタラリ賞
  - チーフコンテンダー (Chief Contender)  - カドラン賞
- 1994年産
  - インコマンド (In Command)  - デューハーストステークス
  - アントレプレナー (Entrepreneur)  - 2000ギニー
  - クラウディングス (Cloudings)  - リュパン賞
  - エバディーラ (Ebadiyla)  - アイリッシュオークス、ロワイヤルオーク賞
  - カイフタラ (Kayf Tara)  - アスコットゴールドカップ2回、アイリッシュセントレジャー2回
- 1995年産
  - キングオブキングス (King of Kings)  - ナショナルステークス、2000ギニー
  - ドリームウェル (Dream Well)  - ジョッケクルブ賞、アイリッシュダービー
  - レッジェーラ（Leggera) - ヴェルメイユ賞
  - インサイト（Insight) - E.P.テイラーステークス
  - グリークダンス（Greek Dance) - ダルマイヤー大賞
- 1996年産モンジュー

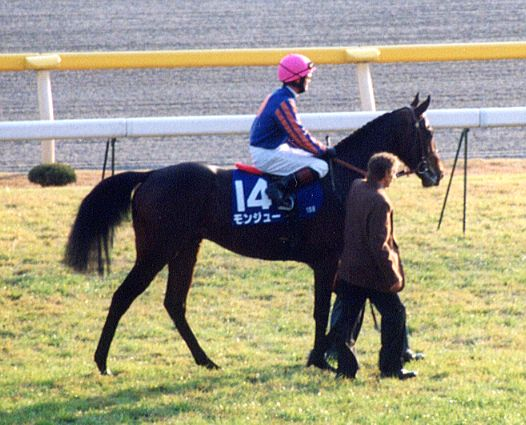
モンジュー

  - コマンダーコリンズ (Commander Collins)  - レーシングポストトロフィー
  - サフロンウォルデン (Saffron Walden)  - アイリッシュ2000ギニー
  - モンジュー(Montjeu） - ジョッケクルブ賞、アイリッシュダービー、凱旋門賞、タタソールズゴールドカップ、サンクルー大賞、キングジョージ6世&クイーンエリザベスダイヤモンドステークス
  - ダリアプール (Daliapour)  - コロネーションカップ、香港ヴァーズ
- 1997年産
  - アリストートル(Aristotle） - レーシングポストトロフィー
  - ビートホロー (Beat Hollow)  - パリ大賞典、WRターフクラシック、マンハッタンハンデキャップ、アーリントンミリオン
  - サトルパワー (Subtle Power)  - ガルフストリームパークBCハンデキャップ
- 1998年産
  - シクウォイア (Sequoyah)  - モイグレアスタッドステークス
  - イマジン (Imagine)  - アイリッシュ1000ギニー、エプソムオークス
  - ガリレオ (Galileo)  - エプソムダービー、アイリッシュダービー、キングジョージ6世&クイーンエリザベスダイヤモンドステークス
  - ミラン (Milan)  - セントレジャーステークス
  - スライゴーベイ (Sligo Bay)  - ハリウッドターフカップステークス
  - パーフェクトソウル (Perfect Soul)  - シャドウェルターフマイルステークス
- 1999年産
  - クォータームーン (Quarter Moon)  - モイグレアスタッドステークス
  - ゴッサマー (Gossamer)  - フィリーズマイル、アイリッシュ1000ギニー
  - ショロコフ (Sholokhov)  - グランクリテリウム
  - ハイシャパラル (High Chaparral)  - レーシングポストトロフィー、エプソムダービー、アイリッシュダービー、ブリーダーズカップ・ターフ2回、アイリッシュチャンピオンステークス
  - バリンガリー (Ballingarry)  - クリテリウムドサンクルー、カナディアンインターナショナルステークス
  - イズリントン (Islington)  - ナッソーステークス、ヨークシャーオークス2回、ブリーダーズカップ・フィリー&メアターフ
  - ブラックサムベラミー (Black Sam Bellamy)  - ジョッキークラブ大賞、タターソールズゴールドカップ
  - リヴァーダンサー (River Dancer)  - クイーンエリザベス2世カップ
- 2000年産
  - リフューズトゥベンド (Refuse to Bend)  - ナショナルステークス、2000ギニー、クイーンアンステークス、エクリプスステークス
  - ブライアンボルー (Brian Boru)  - レーシングポストトロフィー、セントレジャーステークス
  - アルベルトジャコメッティ (Alberto Giacometti)  - クリテリウムドサンクルー
  - イエスタデイ (Yesterday)  - アイリッシュ1000ギニー
  - パワーズコート (Powerscourt)  - タターソールズゴールドカップ、アーリントンミリオン
  - ドワイエン (Doyen)  - キングジョージ6世&クイーンエリザベスダイヤモンドステークス
- 2001年産
  - クィフ (Quiff)  - ヨークシャーオークス
  - イェーツ (Yeats)  - コロネーションカップ、アスコットゴールドカップ4回、アイリッシュセントレジャー、ロワイヤルオーク賞
- 2002年産
  - プレイフルアクト (Playful Act)  - フィリーズマイル
- 2003年産
  - リンダズラッド（Linda's Lad） - クリテリウムドサンクルー
  - アレクサンドローヴァ (Alexandrova)  - エプソムオークス、アイリッシュオークス、ヨークシャーオークス
  - サデックス (Saddex)  - ラインラントポカル、共和国大統領賞
  - セプティマス (Septimus)  - アイリッシュセントレジャー
  - アスク (Ask)  - コロネーションカップ、ロワイヤルオーク賞
- 2005年産
  - リッスン (Listen)  - フィリーズマイル

### ブルードメアサイアーとしての主な産駒
- 1993年産
  - フサイチコンコルド - 東京優駿
- 1994年産
  - メダーリー (Medaaly)  - レーシングポストトロフィー
  - ハロー (Hello)  - イタリアグランクリテリウム
- 1995年産
  - シリック (Silic)  - ブリーダーズカップ・マイル、シューメイカーブリーダーズカップマイルステークス
  - ダークムーンダンサー (Dark Moondancer)  - ガネー賞、ミラノ大賞典
  - ディクタット (Diktat)  - モーリス・ド・ゲスト賞、スプリントカップ
  - エルコンドルパサー - ジャパンカップ、NHKマイルカップ、サンクルー大賞
- 1996年産
  - スマティ (Sumati)  - ジョッキークラブ大賞
- 1997年産
  - サキー (Sakhee)  - 凱旋門賞、インターナショナルステークス
  - メイボール (May Ball)  - モーリス・ド・ゲスト賞
- 1998年産
  - モルシュディ (Morshdi)  - デルビーイタリアーノ、バーデン大賞
- 2000年産
  - ミュージカルチャイムズ (Musical Chimes)  - プール・デッセ・デ・プーリッシュ、ジョン・C・マビーハンデキャップ
  - ヘヴンリーロマンス - 天皇賞（秋）
- 2001年産
  - ウィッパー (Whipper)  - モルニ賞、ジャック・ル・マロワ賞、モーリス・ド・ゲスト賞
  - アメリカンポスト（American Post） - ジャン・リュック・ラガルデール賞、レーシングポストトロフィー、プール・デッセ・デ・プーラン
  - リーフスケープ（Reefscape）- カドラン賞
  - ヴァーベナアーク（Verbena Rak）- エンリケアセバル賞
- 2002年産
  - ディヴァインプロポーションズ (Divine Proportions)  - モルニ賞、マルセルブサック賞、プール・デッセ・デ・プーリッシュ、ディアヌ賞、アスタルテ賞
  - バージニアウォーターズ (Virginia Waters)  - 1000ギニー
  - シーザリオ - 優駿牝馬、アメリカンオークスインビテーショナルステークス
  - ラヴァーロック（Laverock）- ジョッキークラブ大賞、イスパーン賞
  - セレナーデローズ（Serenade Rose）- クラウンオークス、オーストラリアンオークス、アローフィールドスタッドステークス
  - バッドガールランズ（Bad Girl Runs）- ケープフィリーズギニー、ケープパドックステークス
  - ディープサマー - クリスタルカップ
- 2003年産
  - グランドクチュリエ (Grand Couturier)  - ソードダンサーインビテーショナルステークス2回、ジョーハーシュ・ターフクラシック招待
  - ホレーショネルソン (Horatio Nelson)  - ジャン・リュック・ラガルデール賞
  - ユームザイン（Youmzain）- オイロパ賞、サンクルー大賞
  - ホレーショネルソン（Horatio Nelson）- ジャン・リュック・ラガルデール賞
- 2004年産
  - ピーピングフォーン (Peeping Fawn)  - アイリッシュオークス、ヨークシャーオークス、ナッソーステークス、プリティーポリーステークス
  - クレカドール（Creachadoir）- ロッキンジステークス
  - パッセージオブタイム（Passage of Time）- クリテリウムドサンクルー
- 2005年産
  - ヘンリーザナビゲーター (Henrythenavigator)  - 2000ギニー、アイリッシュ2000ギニー、セントジェームズパレスステークス、サセックスステークス
  - コンデュイット (Conduit)  - セントレジャーステークス、キングジョージ6世&クイーンエリザベスステークス、ブリーダーズカップ・ターフ2回
  - カンパノロジスト (Campanologist)  - ラインラントポカル、ドイツ賞、オイロパ賞、ジョッキークラブ大賞
  - ミュージックノート (Music Note)  - マザーグースステークス、ガゼルステークス、コーチングクラブアメリカンオークス、バレリーナステークス、ベルデイムステークス
  - ミッドシップス (Midships)  - チャールズウィッティンガムメモリアルハンデキャップ
  - イブンカルダン (Ibn Khaldun)  - レーシングポストトロフィー
  - ザウェイユーアー (Thewayyouare)  - クリテリウム・アンテルナシオナル
  - チャイニーズホワイト（Chinese White）- プリティーポリーステークス
- 2006年産
  - アンライバルド - 皐月賞
  - フォルテデイマルミ（Forte Dei Marmi）- ノーザンダンサーターフステークス
- 2007年産
  - ワークフォース (Workforce)  - ダービーステークス、凱旋門賞
  - エイシンアポロン - マイルチャンピオンシップ
  - ニアティコ（Neatico）- バイエルンツフトレネン
  - ベートーヴェン（Beethoven）- デューハーストステークス
- 2008年産
  - リライアブルマン (Reliable Man)  - ジョッケクルブ賞、クイーンエリザベスステークス
  - イモータルヴァース (Immortal Verse)  - コロネーションステークス、ジャック・ル・マロワ賞
  - パスフォーク（Pathfork）- ナショナルステークス
  - マウィンゴ (Mawingo)  - ドゥームベンカップ
  - マスターオブハウンズ（Master of Hounds）- ジェベルハッタ
  - ピアータート（Pear Tart）- タタソールズティアラ
  - リッチタペストリー（Rich Tapestry）- サンタアニタスプリントチャンピオンシップステークス
- 2009年産
  - ザフューグ (The Fugue)  - ナッソーステークス、ヨークシャーオークス、アイリッシュチャンピオンステークス、プリンスオブウェールズステークス
  - フリントシャー（Flintshire）- パリ大賞典、香港ヴァーズ、ソードダンサーステークス、マンハッタンステークス
  - タナリー（Tannery）- E.P.テイラーステークス
  - イソップズファーブルズ（Aesop's Fables）- ジャンプラ賞
  - ブレイジングスピード（Blazing Speed）- クイーンエリザベス2世カップ、香港チャンピオンズ&チャターカップ
  - シーズハッピー（She's Happy）- CEスプリント
- 2011年産
  - タグルーダ (Taghrooda) - キングジョージ6世&クイーンエリザベスステークス、オークスステークス
  - セカンドステップ（Second Step）- ベルリン大賞
  - ミノレット（Minorette）- ベルモントオークス
- 2012年産
  - リジーラムール（Lizzie l'Amour）- ハービーダイクステークス
  - カーソリーグランス（Cursory Glance）- モイグレアスタッドステークス
- 2013年産
  - ヒットイットアボム（Hit It a Bomb）- ブリーダーズカップ・ジュベナイルターフ
  - ダイアモンドサンドルビーズ（Diamondsandrubies）- プリティポリーステークス
- 2014年産
  - エネイブル（Enable）- オークスステークス、アイリッシュオークス、ヨークシャーオークス2回、キングジョージ6世&クイーンエリザベスステークス3回、凱旋門賞2回、ブリーダーズカップ・ターフ、エクリプスステークス
- 2015年産
  - ザーキ（Zaaki）- アンダーウッドステークス、マッキノンステークス
- 2016年産
  - ウォーオブウィル（War of Will）- プリークネスステークス、メーカーズマークマイルステークス
- 2017年産
  - ファンシーブルー（Fancy Blue）- プール・デッセ・デ・プーリッシュ、ナッソーステークス
- 2018年産
  - サンダームーン（Thunder Moon）- ナショナルステークス
  - ヴァンゴッホ（Van Gogh）- クリテリウム・アンテルナシオナル
- 2021年産
  - オペラシンガー（Opera Singer）- マルセルブサック賞、ナッソーステークス
- 2022年産
  - テネシースタッド（Tennessee Stud）- クリテリウムドサンクルー

## 血統表
| サドラーズウェルズの血統（ノーザンダンサー系 / Hyperion4×5=9.38%） | サドラーズウェルズの血統（ノーザンダンサー系 / Hyperion4×5=9.38%） | サドラーズウェルズの血統（ノーザンダンサー系 / Hyperion4×5=9.38%） | （血統表の出典）    | （血統表の出典） |
| 父 Northern Dancer 1961 鹿毛                                       | 父の父Nearctic 1954 黒鹿毛                                         | Nearco                                                             | Pharos              | Pharos           |
| 父 Northern Dancer 1961 鹿毛                                       | 父の父Nearctic 1954 黒鹿毛                                         | Nearco                                                             | Nogara              |                  |
| 父 Northern Dancer 1961 鹿毛                                       | 父の父Nearctic 1954 黒鹿毛                                         | Lady Angela                                                        | Hyperion            | Hyperion         |
| 父 Northern Dancer 1961 鹿毛                                       | 父の父Nearctic 1954 黒鹿毛                                         | Lady Angela                                                        | Sister Sarah        |                  |
| 父 Northern Dancer 1961 鹿毛                                       | 父の母Natalma 1957 鹿毛                                            | Native Dancer                                                      | Polynesian          | Polynesian       |
| 父 Northern Dancer 1961 鹿毛                                       | 父の母Natalma 1957 鹿毛                                            | Native Dancer                                                      | Geisha              |                  |
| 父 Northern Dancer 1961 鹿毛                                       | 父の母Natalma 1957 鹿毛                                            | Almahmoud                                                          | Mahmoud             | Mahmoud          |
| 父 Northern Dancer 1961 鹿毛                                       | 父の母Natalma 1957 鹿毛                                            | Almahmoud                                                          | Arbirator           |                  |
| 母 Fairy Bridge 1975 鹿毛                                          | 母の父Bold Reason 1968 鹿毛                                        | Hail to Reason                                                     | Turn-to             | Turn-to          |
| 母 Fairy Bridge 1975 鹿毛                                          | 母の父Bold Reason 1968 鹿毛                                        | Hail to Reason                                                     | Nothirdchance       |                  |
| 母 Fairy Bridge 1975 鹿毛                                          | 母の父Bold Reason 1968 鹿毛                                        | Lalun                                                              | Djeddah             | Djeddah          |
| 母 Fairy Bridge 1975 鹿毛                                          | 母の父Bold Reason 1968 鹿毛                                        | Lalun                                                              | Be Faithful         |                  |
| 母 Fairy Bridge 1975 鹿毛                                          | 母の母Special 1969 鹿毛                                            | Forli                                                              | Aristophanes        | Aristophanes     |
| 母 Fairy Bridge 1975 鹿毛                                          | 母の母Special 1969 鹿毛                                            | Forli                                                              | Trevisa             |                  |
| 母 Fairy Bridge 1975 鹿毛                                          | 母の母Special 1969 鹿毛                                            | Thong                                                              | Nantallah           | Nantallah        |
| 母 Fairy Bridge 1975 鹿毛                                          | 母の母Special 1969 鹿毛                                            | Thong                                                              | Rough Shod F-No.5-H |                  |

- 半弟のペルジノは種牡馬として日本でリース供用された。
- 半妹Fairy Dancerの曾孫にマイネルスケルツィ（ニュージーランドトロフィー、京都金杯）が居る。